# Sanqingshans nationalpark
Sanqingshans nationalpark (三清山) är en nationalpark och ett världsarvsområde som är beläget på gränsen mellan Dexing och Yushan i den nordvästra delen av Jiangxi-provinsen i Kina. Området utsågs till världsarv av Unesco år 2008 med motivering utifrån dess höga naturvärden och vackra naturscenerier.
Särskilt uppmärksammade är de 48 bergstoppar och 89 mindre bergspelare av granit som reser sig upp ur skogen och vars silhuetter dominerar landskapet. Det finns också många sjöar, vattendrag och vattenfall i parken, varav en del har en fallhöjd på 60 meter.
Området är cirka 2 200 kvadratkilometer stort och innehåller en mängd olika växt- och djurarter. Området är inte exploaterat i någon större skala och de hot som finns mot parkens naturvärden, som utvinning av naturresurser, anses vara hanterbara. Cirka 5 800 människor bor inom världsarvsområdets gränser i mindre byar.